# Portrait-robot
« portrait robot » redirige ici. Pour les autres significations, voir Portrait, Robot et Portrait-robot (film, 1962).

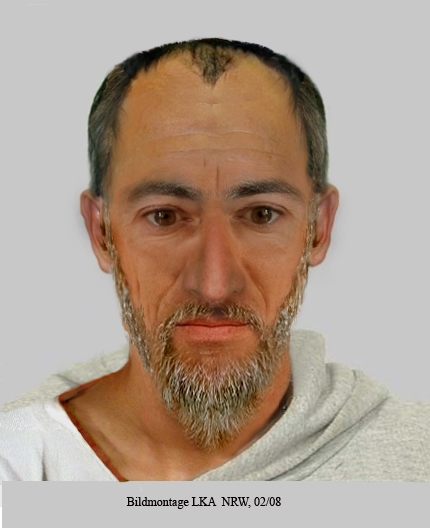
Portrait-robot de Paul de Tarse par les experts de l'Office de la police criminelle de Rhénanie-du-Nord-Westphalie.

Le portrait-robot est un outil d'enquête en police judiciaire qui représente le portrait le plus ressemblant possible du visage d'une personne recherchée. Il est établi à partir des dires de témoins ou de proches du suspect. 

## Histoire
En 1881, Scotland Yard diffuse un avis de recherche incluant le croquis du profil de Percy Lefroy Mapleton (en), un homme suspecté de meurtre. Le portrait a été établi grâce à la description fournie par une connaissance du suspect.
Le « portrait parlé », ou signalement descriptif, d'Alphonse Bertillon, inventeur de l'anthropométrie judiciaire, est une technique de signalement précurseure du portrait-robot. Codifiée en 1893, cette méthode consiste à renseigner une fiche signalétique type décrivant les caractéristiques principales d'un individu, son visage en particulier (le front, le nez, les lèvres, le menton, système pileux, etc.),. Elle avait pour but de repérer les récidivistes. En 1910, à Londres, la diffusion du portrait-robot d'un medecin, Hawley Harvey Crippen, élaboré à partir d'anciennes photos, contribue à l'appréhension de cet homme, meurtrier de sa femme,.
En 1952, l'inventeur français Roger Dambron obtient une médaille de bronze au concours Lépine, pour son invention créée en 1950 : le « jeu des photos-robot », qu'il brevète en 1953,. Ce jeu a pour principe le découpage de morceaux de photos (nez, yeux, bouche, etc.) et leur mélange pour créer de nouveaux visages. Dans sa version originale, la mallette du jeu comporte 2 000 morceaux de visages issus de plusieurs centaines de photographies d'habitants d'Étaples-sur-Mer, lieu de résidence de l'inventeur. Dans une version commercialisée par la suite, les visages de personnalités de l'époque, telles que Line Renaud, Annie Cordy, Luis Mariano, Georges de Caunes, Gilbert Bécaud, sont utilisés. L'entreprise commerciale est un échec mais l'invention est adaptée par la police pour permettre la reconstitution de visages sur la base d'indications founies par des témoins,.
En 1953, lors de l'enquête sur le meurtre d'Eugénie Bertrant, dont le cadavre est découvert dans un terrain vague, à proximité de l'hippodrome de Lyon, une photographie reconstituant les traits du suspect est diffusée auprès des services de police français et étrangers, sans résultat. Huit jours plus tard, la diffusion de cette « photo-robot » est étendue à la presse : deux témoins font le lien entre la photo et les traits d'un commerçant lyonnais. Celui-ci, interrogé, est confondu,.
Au milieu des années 1950, le commissaire divisionnaire Chabot, chef du service régional de la police judiciaire à Lille, déclare avoir inventé cette technique, qu'il nomme « Portrait-robot », au cours de l'enquête sur l'affaire Robert Avril, nom donné à l'assassinat d'une jeune Anglaise près de Belloy-sur-Somme. Le 7 janvier 1956, un homme, dont le visage correspond au portrait-robot établi par la police, est arrêté. Robert Avril est reconnu coupable du meurtre de Janet Marshall,,. L'inspecteur Émilien Paris de la PJ lilloise (de l'identité judiciaire) qui s'intéresse également au procédé, décide de modifier le nom initial de l'invention en le renommant « système Paris ». Début 1968, le FBI s’intéresse à cette méthode et, suivant les conseils de l'inspecteur Paris, commence à l'utiliser.
La technique du portrait-robot est cependant connue au Royaume-Uni des années avant son apparition en France. Sur les indications d'un ou plusieurs témoins la police britannique élabore des dessins de suspects appelés « identikit ».

## Élaboration d'un portrait-robot

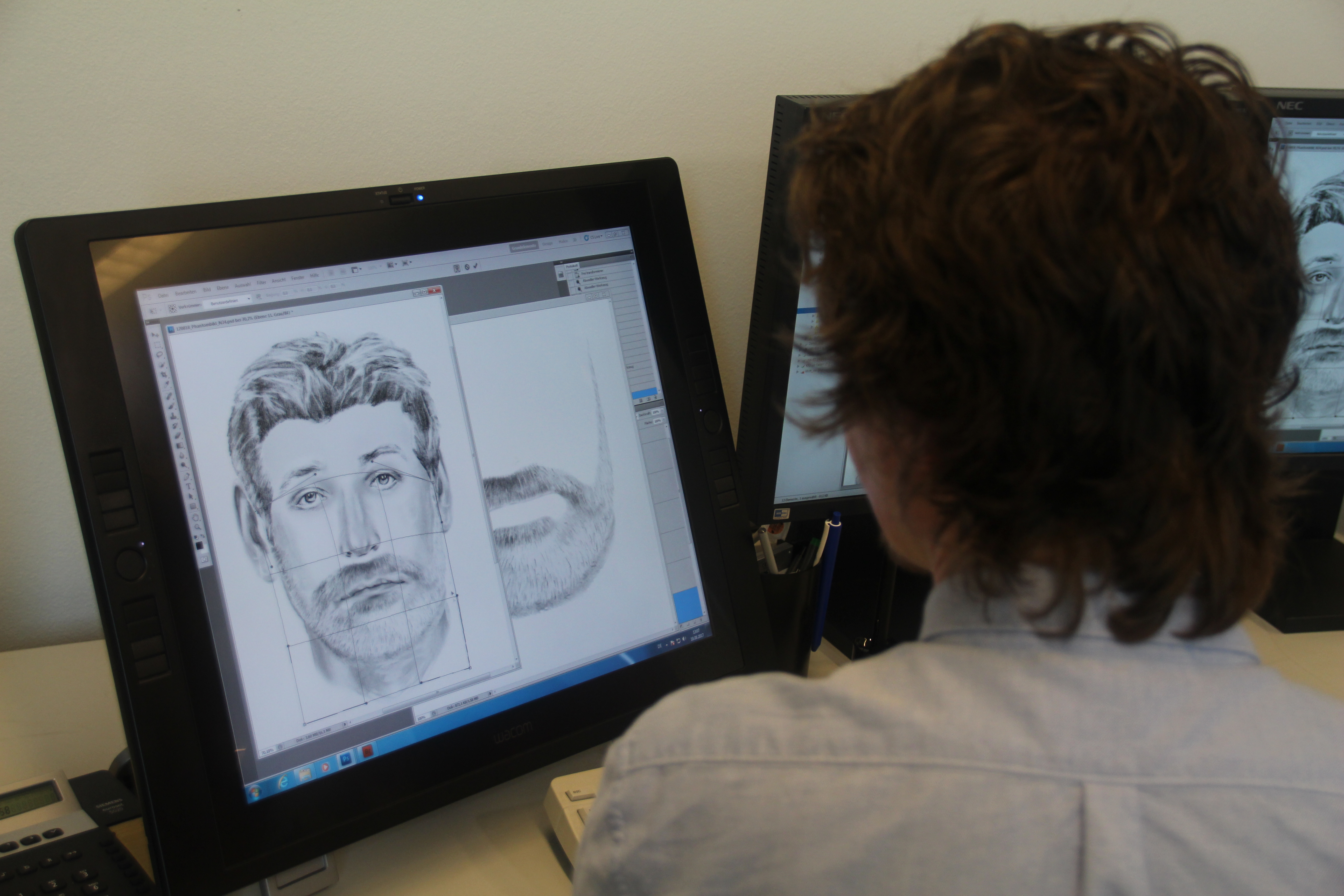
Portraitiste de la police criminelle de Berlin (2017).

Dans une enquête de police, le portrait-robot d'un suspect est élaboré grâce aux informations tirées de souvenirs d'un ou plusieurs témoins oculaires d'une infraction. La personne chargée d'élaborer le portrait-robot doit au préalable être informée, par les personnes qui mènent les investigations policières, des circonstances de l'infraction et des conditions dans lesquelles le témoin a été en contact avec le suspect. Puis, un ou une portraitiste de la police reçoit chaque témoin et lui présente différents éléments constitutifs d'un visage pouvant correspondre à sa description du suspect. Ainsi, un dessin du visage de celui-ci est reconstitué. Au XXe siècle, l'outil informatique facilite la création d'un portrait-robot : l'opération dure d'une heure et demie à deux heures,. De plus, un logiciel de reconnaissance faciale complémentaire assure une identification rapide de suspects déjà répertoriés dans les fichiers de la police ou de la gendarmerie.
Un portrait-robot peut être réalisé à la main par un artiste. Cependant, le recours à un dessinateur est de plus en plus rare. Au début des années 1960, le besoin d'une méthode systématique, indépendante du talent d'un artiste, impose l'usage d'un système mécanique composé de plusieurs centaines de fragments caractéristiques dessinés de visages — typiquement, des calques représentant des yeux, des bouches, des nez, des mentons, des fronts, etc.. À partir d'une description orale de chaque partie d'un visage, un agent peut construire un portrait en sélectionnant les fragments les plus ressemblants parmi ceux disponibles. Une dizaine d'années plus tard, ce système est amélioré. Les pièces détachées du « Photofit » sont créées en utilisant de vraies photographies de visages.

## Fiabilité
Conduites depuis les années 1970, les études scientifiques portant sur la fiabilité des portraits-robots s'accordent sur un constat : un portrait-robot est généralement peu fidèle au visage original qu'il est censé représenter (le taux de détection d'un suspect à l'aide d'un portrait-robot est estimé varier de 10 à 30 %). Le mode de perception d'un visage (mode global ou holistique) par une personne est incompatible avec sa reconstitution par fragments caractéristiques,,. De plus, non seulement les jeux de traits faciaux proposés avec les outils mécaniques, ou même informatiques, n'épuisent pas la variété des éléments de détail d'un visage humain, mais aussi les victimes et les témoins interrogés sont rarement capables de fournir une description précise et détaillée d'un suspect, en particulier les enfants,.

## Portrait-robot génétique
Vers la fin des années 2000, des recherches sont entreprises, notamment à l'université des sciences appliquées de Rotterdam, afin de pouvoir définir des caractéristiques physiques d'un individu à partir de son ADN. Au fil des années, sont publiées des études scientifiques démontrant la possibilité de déduire d'un ADN des caractères phénotypiques d'une personne telles que la couleur de la peau, des cheveux, des yeux, l'origine géographique et la morphologie du visage. Les États-Unis, l'Espagne et les Pays-Bas commencent à utiliser les résultats de ses travaux dans des enquêtes criminelles,.
En France, l'analyse génétique, qui peut porter sur des fluides corporels comme la salive, ou des tissus biologiques, comme des fragments de peau ou de poils, commence à intégrer l'arsenal technique de la police au début des années 1990. Pour encadrer son usage le législateur français promulgue le 29 juillet 1994 une « loi bioéthique » relative au respect du corps humain,. Seule la détermination du sexe est autorisée par la loi. Cependant, dans le cadre d'une affaire de viols commis à Lyon d'octobre 2012 à janvier 2014, la Cour de cassation rend, en juin 2014, un arrêt validant la création du portrait-robot génétique d'un suspect en vue d'une identification. Le sexe de celui-ci est déterminé, ainsi que la couleur de ses yeux, de sa peau et de ses cheveux, Désormais, pour l'établissement d'un portrait-robot génétique, dont le taux de certitude varie entre 80 et 90 %, la police, la gendarmerie, et les magistrats du parquet, peuvent recourir au service central de la police technique et scientifique (SCPTS) de l'institut national de police scientifique lorsque le fichier national automatisé des empreintes génétiques ne contient aucune référence correspondant à une empreinte génétique relevée au cours d'une enquête,. En 2015, les techniciens du SCPTS ont effectué onze expertises, et dix, l'année suivante, sur un total de 83 000 demandes de recherche d’ADN. Au 1er janvier 2016, le montant d'une telle expertise s'élevait à au moins 576 €.
Les recherches, entamées au début des années 2010, se poursuivent avec pour objectif de relever le taux moyen de certitude des portraits-robots génétiques, de pouvoir prédire l'âge d'un individu, et des caractéristiques innées comme l'écart entre les yeux, la forme du nez et des lobes auriculaires, voire sa corpulence,.

### Médiathèque
- Portrait-robot, film de Paul Paviot (1962)
- Reportage Affaire Marshall : la traque, de l'émission 50 ans de faits divers (France 5 - 11 juin 2007 - 28 août 2008)